# 帕西瓦尔·罗威尔
帕西瓦爾·羅倫斯·羅威爾（［英］，1855年3月13日—1916年11月12日），美國天文學家、商人、作家與數學家。羅威爾曾經將火星上的溝槽描述成運河，並且在美國亞利桑那州的弗拉格斯塔夫建立了羅威爾天文台，最終促使冥王星在他去世14年後被人們發現。

## 生平
帕西瓦爾·羅威爾出生在波士頓的羅威爾家族，是哈佛大學董事長A·勞倫斯·羅威爾及意象派詩人艾美·羅威爾的兄長。
帕西瓦爾·羅威爾於1876年以優秀的數學成績畢業於哈佛大學。
1880年代時，羅威爾在遠東各地旅行。1883年春天，他第一次到访日本。8月美国驻日本东京大使馆要他担任朝鲜国派往美国的特别代表团（朝鲜派往西方国家的第一个代表团）的秘书和顾问。9月，他成為外國秘書及擁有美韓之間特殊外交任務的顧問，给报聘使闵泳翊的使节团当翻译。他后来写道他“以一个外国人的身份回到祖国”。完成使命后朝鲜邀请他陪同他们回朝鲜。他在朝鲜逗留了大约两个月，这为他写作《高丽，黎明静悄悄》打下了基础。本书中介绍西方知之甚少的朝鲜地理、人民和文化。羅威爾也在日本待過一段時間，並創作關於日本宗教、心理學及行為的著作。他的著作充滿許多關於日本生活學術性的討論及觀察，包括語言、宗教團契、經濟與品格的發展。羅威爾在亞洲時的作品包括《Noto》（1891年）與《Occult Japan》（1894年），最受到歡迎的則是1888年出版的《The Soul of the Far East》。他掌握了日语和韩语。在朝鲜时他给很多朝鲜人照相，包括朝鮮高宗。他获得朝鲜名鲁越。 
從1893年－1894年的冬季開始，在讀過卡米伊·弗拉馬利翁（Camille Flammarion）的著作《火星》（La plan  te Mars）之後，羅威爾決定利用他的財富及影響力，全心來研究火星與天文學。他對於義大利米蘭天文台的喬范尼·夏帕雷利（Giovanni Schiaparelli）所描繪的火星運河感到興趣。
在羅威爾最後23年的天文學家生涯中，羅威爾天文台扮演著重要的角色。第一次世界大戰的爆發阻擾了羅威爾的天文工作，也破壞了他的身體狀況。1914年提出了超海王天外行星 (trans-Neptunian planet) 的存在假设。羅威爾最終於1916年去世，並葬在靠近羅威爾天文台的火星丘上。

## 天文學家生涯

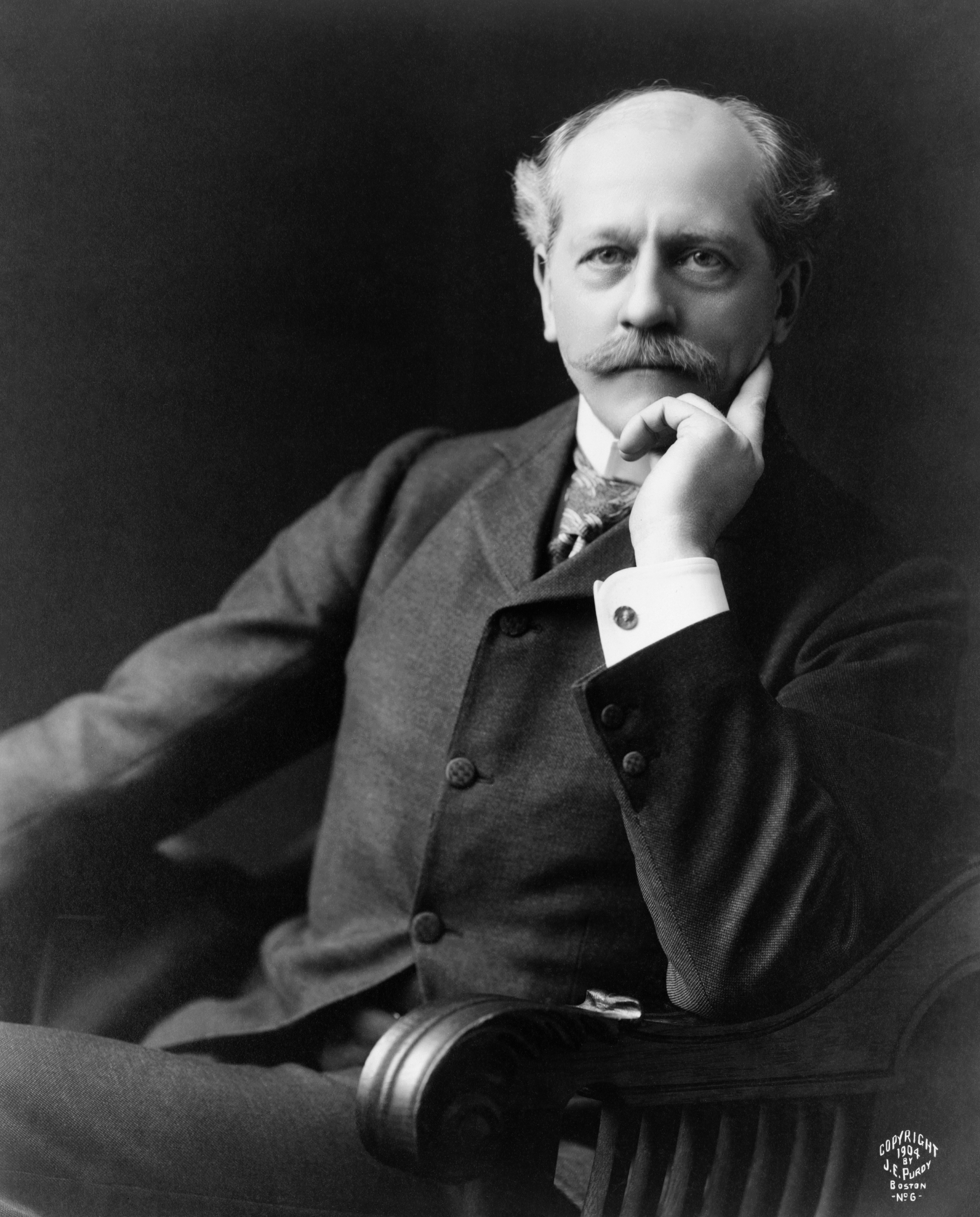
約1904年的帕西瓦尔·罗威尔

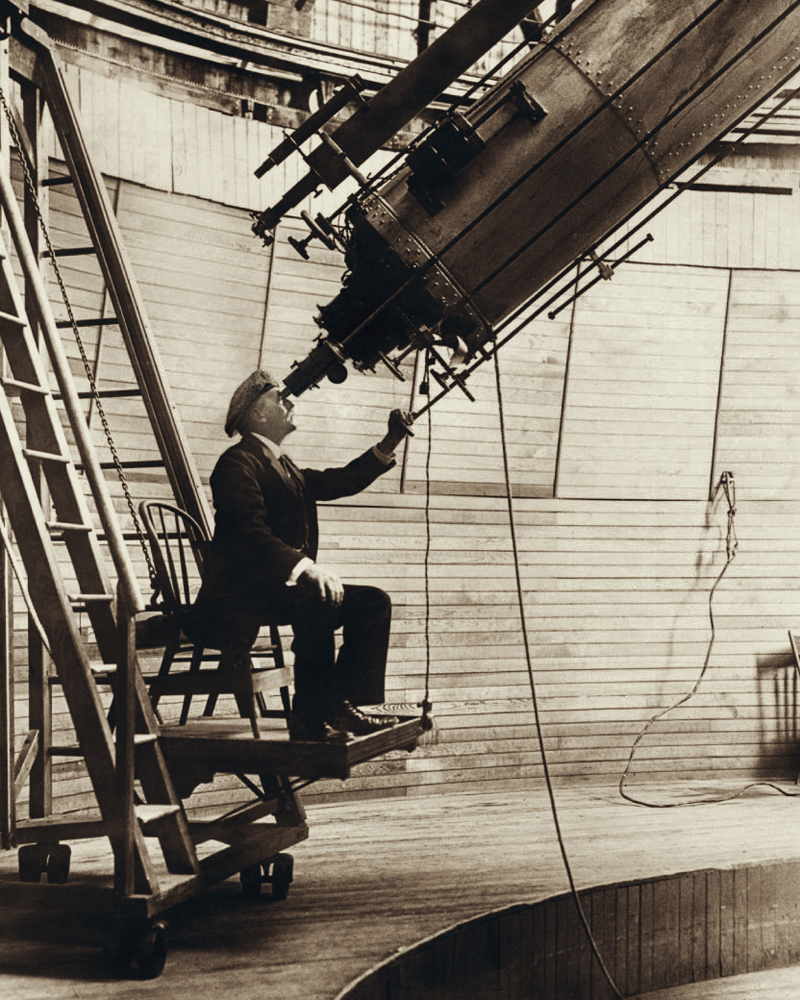
帕西瓦尔·罗威尔在观察火星

羅威爾在1894年選擇亞利桑那州的弗拉格斯塔夫作為興建天文台的地點。弗拉格斯塔夫海拔超過7,000英尺，陰天較少見，而且遠離城市的光害，是一個絕佳的觀測地點。這也是天文台第一次被建造在遠離人煙且高海拔的地區，以獲得較佳的觀測環境。
在接下來的15年間，他深入研究火星，並根據他的感受來繪製許多火星表面的圖畫。羅威爾並且在《Mars》（1895）、《Mars and Its Canals》 （1906）與《Mars As the Abode of Life》（1908）這3本書中公佈他的觀點。因為這些著作，羅威爾比其他人更容易推廣火星上存在有高度智慧生物的觀念。
他的工作包括描繪火星表面那些他稱為「非自然特徵」的詳細敘述，特別是「運河」與「綠洲」（羅威爾將這些運河交會處的黑斑稱為綠洲），這些特徵會隨著火星季節來變化。羅威爾認為這些運河是因為火星缺乏水資源而建設的設施。

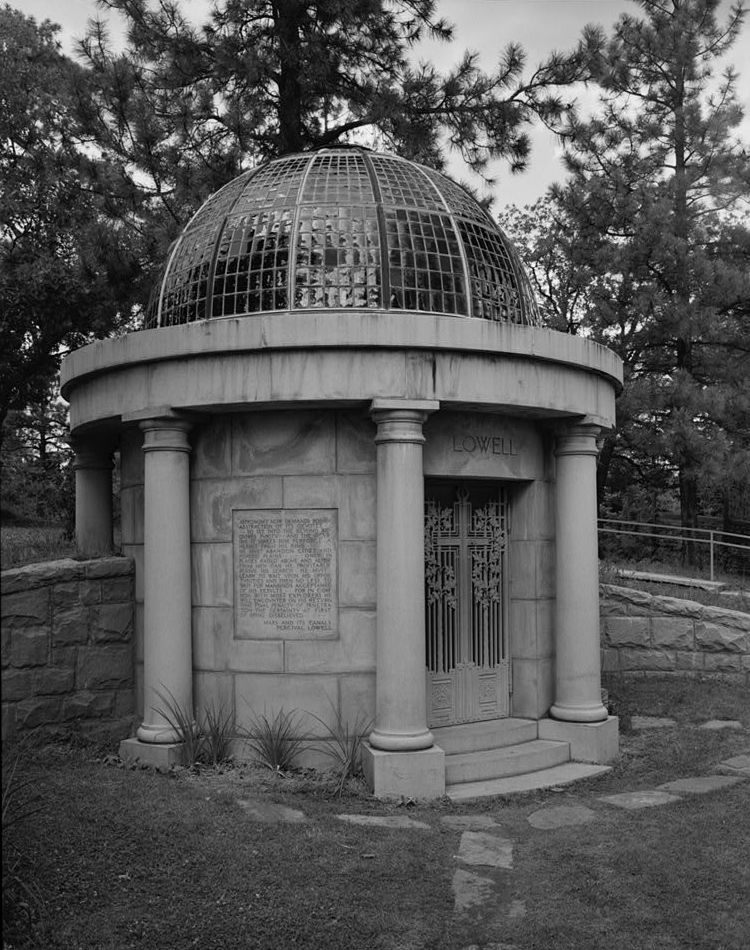
帕西瓦爾·羅威爾的陵墓，攝於1994年

羅威爾對於行星研究最大的貢獻是在生涯的最後8年之間，當時他專注在X行星（指的是海王星外側的未知行星）的研究。這項研究在羅威爾於1916年在弗來格斯塔夫逝世之後仍然持續進行，這顆未知行星後來在1930年被克萊德·湯博所發現，命名為冥王星。冥王星的縮寫PL中的是羅威爾名字的縮寫，表示發現者湯博對他的尊敬。

## 外部連結
- Percival Lowell的作品  - 古騰堡計劃
- Lowell Observatory （页面存档备份，存于）